# هيو دوهرتي
هيو دوهرتي (بالإنجليزية: Hugh Doherty)‏ هو رياضي خماسي أسترالي، ولد في 21 مارس 1940 في ملبورن في أستراليا، وتوفي في 2006.

## وصلات خارجية
- هيو دوهرتي على موقع أوليمبيديا (الإنجليزية)
- هيو دوهرتي على موقع اللجنة الأولمبية الأسترالية (الإنجليزية)